# Prędka
Prędka – część wsi Chrostowa w Polsce położona w województwie małopolskim, w powiecie bocheńskim, w gminie Łapanów.
W latach 1975–1998 Prędka administracyjnie należała do województwa tarnowskiego.